# Coxedes
Coxedes' (em castelhano: Cojedes) é um dos estados da Venezuela.

## Municípios
1. Anzoátegui (Cojedes)
2. El Pao de San Juan Bautista (El Pao)
3. Falcón (Tinaquillo)
4. Girardot (El Baúl)
5. Lima Blanco (Macapo)
6. Ricaurte (Libertad)
7. Rómulo Gallegos (Las Vegas)
8. San Carlos de Austria (San Carlos)
9. Tinaco (Tinaco)